# عقيدة روكيتانسكي
عقيدة روكيتانسكي (بالإنجليزية: Rokitansky nodule)‏ مُصطلحٌ في طب النساء، وهي كتلة في الكيسة المسخية المبيضية.